# Banatsko Višnjićevo
Banatsko Višnjićevo (serbisches-kyrillisch: Банатско Вишњићево, ungarisch: Vida) ist ein Dorf in der Opština Žitište, im Okrug Srednji Banat in der nordserbischen Provinz Vojvodina.

## Geographie

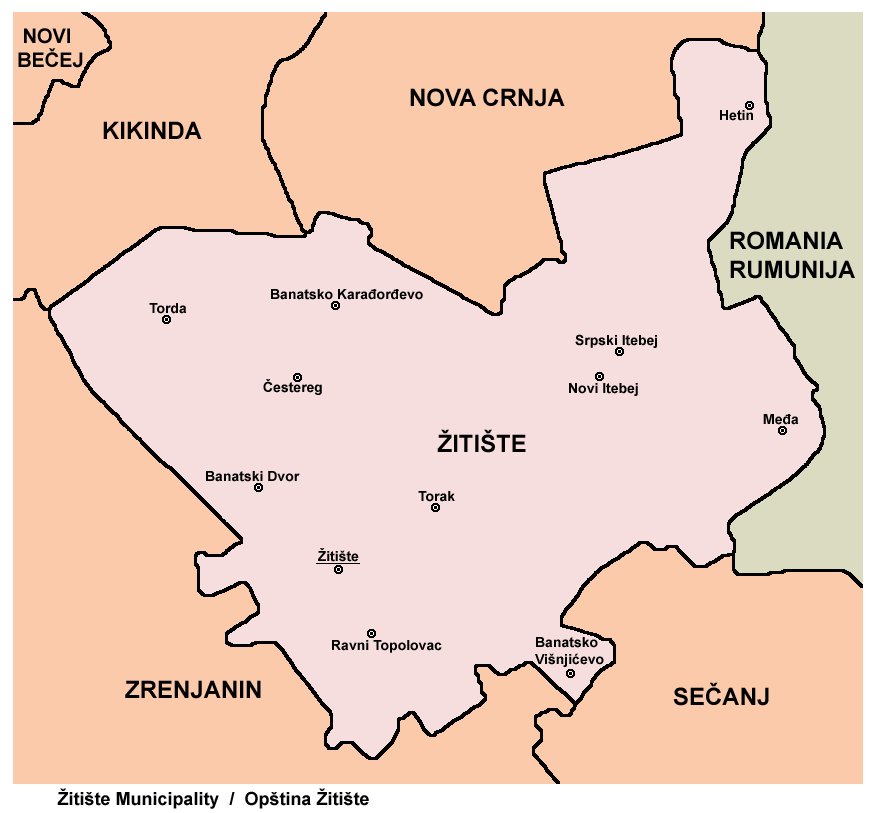
Lage von Banatsko Višnjićevo in der Gemeinde Žitište

Banatsko Višnjićevo liegt südöstlich der Gemeindehauptstadt Žitište an der Straße Žitište-Krajišnik auf einer Höhe von 79 m auf einem durch Grundwasserunterspülungen gefährdenden Gebiet.
Die Nachbardörfer von Banatsko Višnjićevo sind: Krajišnik im Osten, zur Opština Sečanj (Gemeinde Sečanj) gehörend, Sutjeska im Süden, ebenfalls zur Opština Sečanj gehörend, Banatski Despotovac im Westen zur Opština Zrenjanin gehörend und Torak im Norden, ebenfalls zur Opština Žitište gehörend.

## Bevölkerung
Banatsko Višnjićevo hatte bei der Volkszählung 2011 eine Bevölkerungszahl von 258 Einwohnern, während es 2002 noch 384 Einwohner waren. Nach den letzten drei Bevölkerungsstatistiken fällt die Einwohnerzahl weiter. Die Bevölkerung stellen Serbisch-orthodoxe Serben.

### Demographie
| Jahr | Einwohnerzahl |
| ---- | ------------- |
| 1948 | 662           |
| 1953 | 682           |
| 1961 | 677           |
| 1971 | 577           |
| 1981 | 458           |
| 1991 | 391           |
| 2002 | 384           |
| 2011 | 258           |

## Geschichte
Das Dorf zählt zu den jüngsten Ortschaften in der Gemeinde Žitište und der ganzen Vojvodina überhaupt. Gegründet wurde Banatsko Višnjićevo nach dem Ersten Weltkrieg von überlebenden Kriegsfreiwilligen aus dem Ersten Weltkrieg und deren Familien. Die Neusiedler kamen zuerst aus der Region Lika in Kroatien, später auch aus Bosnien und Herzegowina.  Im Dorfzentrum steht ein Denkmal für die gestorbenen Soldaten, Partisanen und Zivilisten aus dem Ersten Weltkrieg und dem Zweiten Weltkrieg.
Die genaue Herkunft des Dorfnamens ist nicht geklärt. Es gibt mehrere Versionen. Bei der ersten soll der Dorfname sich vom berühmten serbischen Poeten und Lyriker Filip Višnjić ableiten. Bei der zweiten Version entstand der Dorfname Banatsko Višnjićevo, weil die Neusiedler auf dem Dorfgelände einen großen Sauerkirschenbaum (serbisch: Višnja) vorfanden. Nach der dritten Version soll sich der Name von einem Geometriker ableiten, der das Dorf als erster vermaß und mit Nachnamen Višnjić hieß.

## Religion
Die Bevölkerung des Ortes gehört fast ausnahmslos der Serbisch-orthodoxen Kirche an. Im Dorf wird seit 1994 die Serbisch-orthodoxe Mariä-Schutz-und-Fürbitte-Kirche erbaut. Die Kirche ist eine Filialkirche der Pfarrei Krajišnik im Dekanat Sečanj in der Eparchie Banat der Serbisch-orthodoxen Kirche.